# Jean-Pierre Wintenberger
Jean-Pierre Wintenberger (Neuilly-sur-Seine, 5 de diciembre de 1954-23 de enero de 2019) fue un matemático francés que trabajó como profesor en la universidad de Estrasburgo. Fue galardonado con el Premio Cole en 2011 de teoría de números, junto con Chandrashekhar Khare, por su demostración de la conjetura de mudularidad de Serre.
Wintenberger obtuvo su doctorado en la Universidad Joseph Fourier en 1984, bajo la supervisión de Jean-Marc Fontaine.